# Marc Warren (golfista)
Marc Warren (1 de abril de 1981) é um jogador escocês de golfe profissional que atualmente disputa o European Tour.

## Carreira profissional
Em 2005, ele ganhou a Ordem do Mérito do Desafio e foi promovido para o European Tour. Ganhou o prêmio de revelação do ano de 2006. Desde então, Marc tem ficado entre os 100 melhores do ranking mundial.

## Vitórias profissionais (6)

### Vitórias no Challenge Tour (2)
| N.º | Data                 | Torneio                     | Placar                | Margem  | Vice-campeão    |
| --- | -------------------- | --------------------------- | --------------------- | ------- | --------------- |
| 1   | 31 de julho de 2005  | Ireland Ryder Cup Challenge | −16 (67-67-72-66=272) | Playoff | Peter Whiteford |
| 2   | 21 de agosto de 2005 | Rolex Trophy                | −16 (64-68-69-71=272) | Playoff | Denny Lucas     |

### Vitórias no European Tour (3)
| N.º | Data                  | Torneio                                   | Placar                | Margem    | Vice-campeão    |
| --- | --------------------- | ----------------------------------------- | --------------------- | --------- | --------------- |
| 1   | 6 de agosto de 2006   | EnterCard Scandinavian Masters            | −10 (67-69-73-69=278) | Playoff   | Robert Karlsson |
| 2   | 2 de setembro de 2007 | Johnnie Walker Championship at Gleneagles | −12 (65-73-73-69=280) | Playoff   | Simon Wakefield |
| 3   | 17 de agosto de 2014  | Made in Denmark                           | −9 (71-70-66-68=275)  | 2 tacadas | Bradley Dredge  |

Registro de recordes no European Tour (2–1)
| N.º | Ano  | Torneio                                   | Adversário(s)                | Resultado |
| --- | ---- | ----------------------------------------- | ---------------------------- | --- |
| 1   | 2006 | EnterCard Scandinavian Masters            | Robert Karlsson              | Vence com um par no segundo buraco extra                                                                                             |
| 2   | 2007 | Johnnie Walker Championship at Gleneagles | Simon Wakefield              | Vence com uma tacada abaixo do par no segundo buraco extra                                                                           |
| 3   | 2013 | BMW PGA Championship                      | Simon Khan, Matteo Manassero | Manassero vence com uma tacada abaixo do par no quarto buraco extra Warren eliminado por uma tacada abaixo do par no primeiro buraco |